# Sauerwiese
Sauerwiese ist ein Ortsteil der Ortsgemeinde Buchholz (Westerwald) im rheinland-pfälzischen Landkreis Neuwied.

## Geographie
Der Weiler Sauerwiese liegt zwei Kilometer südwestlich des Ortszentrums von Buchholz an der Ostseite der Mußer Heide, auf der sich das Segelfluggelände Eudenbach befindet. Die Ortschaft erstreckt sich auf einem von Westen nach Osten abfallenden Gelände auf etwa 290 m ü. NHN. Die namensgebende „Sauerwiese“ (Sauerwieser Heide) ist Bestandteil des Naturschutzgebiets Buchholzer Moor und des FFH-Gebiets Heiden und Wiesen bei Buchholz. Sie ist reich an schützenswerten Mager- und Fettwiesen und beinhaltet mehrere Biotope und Biotopkomplexe. Zu den nächstgelegenen Ortschaften gehören Krummenast im Nordosten, Oberelles im Osten sowie Diepenseifen und Muß im Süden. Westlich von Sauerwiese verläuft die Grenze zur Stadt Königswinter (Gemarkung Oberhau), gleichzeitig die Landesgrenze zu Nordrhein-Westfalen. Der Ort wird von der Kreisstraße 46 durchquert und am westlichen Ortsrand von der in Nord-Süd-Richtung verlaufenden Landesstraße 273 passiert.

## Geschichte
Der Ort gehörte ursprünglich zur Honschaft Elsaff im Kirchspiel Asbach und unterstand der Verwaltung des kurkölnischen Amtes Altenwied. Urkundlich in Erscheinung trat er vermutlich erstmals 1660 bei einer Inventur im Gebiet des Amtes Altenwied, als ein Hof auf der „Seusen Wiese“ erwähnt wird. 1808 zählte der Ort, der nunmehr zum „1. Teil“ der Honschaft Elsaff gehörte, sieben Häuser.  In kirchlicher Hinsicht war Sauerwiese mindestens seit Anfang des 19. Jahrhunderts nach Buchholz (damals Filiale von Asbach) eingepfarrt. In preußischer Zeit (ab 1815) blieb der Ort ein Teil der Honschaft, später Gemeinde Elsaff. 1830 wurde er im Rahmen von Volkszählungen noch unter der Bezeichnung Sauerwies geführt.
1832 begann in Sauerwiese der Bau der Station 55 des Preußischen optischen Telegrafen, der im Jahr darauf seine Arbeit aufnahm. Die Entfernung zur nördlichen Nachbarstation in Söven (bei Hennef) betrug 8,6 km, die zur südlichen in Manroth (bei Bertenau) 8,9 km. Der Abschnitt des Telegrafen zwischen Köln und Coblenz und damit auch die Station in Sauerwiese wurde 1852 wieder eingestellt.
Bis 1858/59 entstand westlich von Sauerwiese eine durch die Mußer Heide verlaufende, ein Kilometer lange Verbindungsstraße zwischen den damaligen Bezirksstraßen Niederdollendorf–Kircheib im Norden und Honnef–Altenkirchen im Süden. Um 1914 kam es zu einer Flurbereinigung, bei der die Grenzen der Gemeinden Elsaff, Oberpleis und Aegidienberg – die sich zuvor bei der Mußer Kapelle am Hochpunkt der Heide auf 304 m ü. NN trafen – dem Verlauf der Verbindungsstraße zugunsten von Elsaff angepasst wurden. Ende der 1930er Jahre wurde auf der Mußer Heide der damalige Einsatzflughafen Eudenbach der Luftwaffe eingerichtet. Im Zuge der Rodung des Geländes musste die Mußer Kapelle 1936 niedergelegt werden, in Sauerwiese wurde daraufhin bis 1938 eine neue Kapelle errichtet. Die durch das spätere Flugplatzgelände führende Verbindungsstraße wurde ebenfalls abgerissen und nach Osten unmittelbar an den Ortsrand von Sauerwiese verlegt.
Im Rahmen der rheinland-pfälzischen  Verwaltungs- und Gebietsreform wurde die Gemeinde Elsaff am 16. März 1974 aufgelöst und Sauerwiese als Teil des Kirchspiels Buchholz in die Gemeinde Buchholz (Westerwald) eingegliedert.
Einwohnerentwicklung
| Jahr | Einwohner |
| ---- | --------- |
| 1816 | 47        |
| 1828 | 59        |
| 1843 | 38        |
| 1885 | 29        |
| 1987 | 24        |

## Sehenswürdigkeiten
- Die Marienkapelle in Sauerwiese ersetzte einen lehmverputzten Vorgängerbau von um 1830 auf der Mußer Heide. Sie wurde im Jahre 1937 von einem Nachfahren des ursprünglichen Erbauers auf eigenem Grundstück an einem Feldweg erbaut und 1938 geweiht. Es handelt sich um einen rechteckigen, weiß verputzten und nur 6 m² großen Steinbau mit halbrundem Schluss und offenem Vorbau; nach oben hin wird er von einem geschieferten Satteldach mit Glockentürmchen abgeschlossen. Im Inneren findet sich die noch aus der Vorgängerkapelle stammende Muttergottesstatue mit Kind, die deren Erbauer aus Kevelaer mitgebracht hatte. Die Kapelle wird nach wie vor von dessen Familie gepflegt (Stand: 2010).[14]